# Ранчо ла Пења (Сан Хуан Гичикови)
Ранчо ла Пења (шп. Rancho la Peña) насеље је у Мексику у савезној држави Оахака у општини Сан Хуан Гичикови. Насеље се налази на надморској висини од 120 м.

## Становништво
Према подацима из 2010. године у насељу је живело 10 становника.

### Хронологија
| Година       | 2000       | 2005       | 2010 |
| ------------ | ---------- | ---------- | ---- |
| Становништво | 16 (9 / 7) | 13 (7 / 6) | 10   |

### Попис
| # | Индикатор                     | Вредност |
| - | ----------------------------- | -------- |
| 1 | Укупно домаћинстава           | 2        |
| 2 | Укупно насељених домаћинстава | 2        |
| 3 | Величина локације             | 1        |